# For the Sake of Revenge
For the Sake of Revenge är Sonata Arcticas andra livealbum, utgivet 2006. Albumet spelades in i Tokyo i Japan den 5 februari 2005.

## Låtlista

### CD
1. "Prelude for Reckoning"
2. "Misplaced"
3. "Blinded No More"
4. "FullMoon" (inklusive utdrag från "White Pearl, Black Oceans")
5. "Victoria's Secret"
6. "Broken"
7. "8th Commandment"
8. "Shamandalie"
9. "Kingdom for a Heart"
10. "Replica"
11. "My Land"
12. "Black Sheep"
13. "Gravenimage"
14. "Don't Say a Word"
15. "The Cage" / "Vodka" / "Hava Nagila"

### DVD
1. "Prelude for Reckoning"
2. "Misplaced"
3. "Blinded No More"
4. "FullMoon" (inklusive utdrag "White Pearl, Black Oceans")
5. "Victoria's Secret"
6. "Broken"
7. "8th Commandment"
8. "Shamandalie"
9. "Kingdom for a Heart"
10. "Replica"
11. "My Land"
12. "Black Sheep"
13. "Sing in Silence"
14. "The End of This Chapter"
15. "San Sebastian"
16. "The End of This Keyboard"
17. "Gravenimage"
18. "Don't Say a Word"
19. "The Cage"
20. "Vodka" / "Hava Nagila"
21. "Draw Me" (outro)

## Musiker
- Tony Kakko - sång
- Jani Liimatainen - gitarr
- Marko Paasikoski - elbas
- Tommy Portimo - trummor
- Henrik Klingenberg - keyboard